# Géorgie au Concours Eurovision de la chanson 2023
La Géorgie est l'un des trente-sept pays participant au Concours Eurovision de la chanson 2023, qui se tient du 9 au 13 mai 2023 à Liverpool au Royaume-Uni. Le pays est représenté par Iru Khechanovi, sélectionnée lors de la cinquième saison de The Voice Géorgie, avec sa chanson Echo, sélectionnée en interne. Le pays se classe 12e avec 33 points en demi-finale, ne parvenant pas à se qualifier pour la finale.

## Sélection

### Format
L'artiste est sélectionné le 2 février 2023, lors de la finale de The Voice Géorgie. Les huit finalistes interprètent unie reprise de la chanson de leur choix et sont départagés par les votes du public géorgien.
C'est Iru Khechanovi qui sort gagnante de la cinquième saison de The Voice Géorgie, et qui participe à l'Eurovision pour son pays. Gagnante de l'édition 2011 du Concours Eurovision de la chanson junior avec le girls band CANDY, elle est la troisième gagnante du Concours Eurovision de la chanson junior à participer à la version adulte du Concours, après les jumelles Tolmatcheva en 2014 et Destiny Chukunyere en 2020 et 2021.
Sa chanson, intitulée Echo, sort le 16 mars 2023, et est la dernière chanson participante à être révélée. Elle est écrite par Giga Kukhiadnidze, également auteur des trois chansons géorgiennes gagnantes de l'Eurovision junior.

## À l'Eurovision
La Géorgie participe à la seconde moitié de la seconde demi-finale, le jeudi 11 mai. Y recevant 33 points, le pays se classe 12e et ne parvient pas à se qualifier en finale